# 秋吉文絵
秋吉 文絵（あきよし ふみえ）は歌手、作詞家、LP&S Recordsレーベルオーナー

## 略歴
2001年に行われたULTRA VYBEのオーディションを受け、見事2000人以上の中から合格する。
2003年にLOVE PEACE&SOULというアーティスト名でマキシシングル『IN THE MIDDLE』（VYBE MUSIC）をリリース。
都内を中心にライブ活動を展開する。
2006年には加賀美早紀主演の映画、『檻～Prison Girl～』のエンディングテーマ『toremolo』（作詞秋吉文絵、作曲渡辺シュンスケ）を歌う。
同映画のサウンドトラックに収録。（VYBE MUSIC）
その後、アーティスト名を本名の秋吉文絵に改名。
2009年、秋吉文絵オリジナルレーベルLP&S Recordsを立ち上げ、セルフプロデュースニューアルバム『愛の世界』をリリース。同アルバム収録曲『アカイセカイ』のP.VがMTVにてオンエアされる。
2012年
フランスの映画監督Guillaume Tauveron氏の最新映画『Beyond The Blood』に秋吉文絵の楽曲『tremolo』が起用される。
この映画はゆうばりファンタスティック国際映画祭ノミネート、フランス、カンヌOFF DE CANNES映画祭、最優秀女優賞獲得、ルミエール新人賞(フランス)等、多数国際映画祭でも高い評価を得ている。
2012年6月
ニューシングル『Spiral』が世界配信される。
この曲のミュージックビデオはGuillaume Tauveron氏が監督を務める。
衣装協力はYohji Yamamoto。
映像制作プロデュースは秋吉文絵本人が手掛ける。
2012年　夏
ファッションブランド「ARMANI EXCHANGE」の主催した野外ビーチイベントにて『Spiral』のリリースライブを２日間行う。
2014年 6月〜7月
フランス、パリにて初の海外コンサートツアーを行う。